# St.-Georg-Christophorus-Jodokus-Kirche

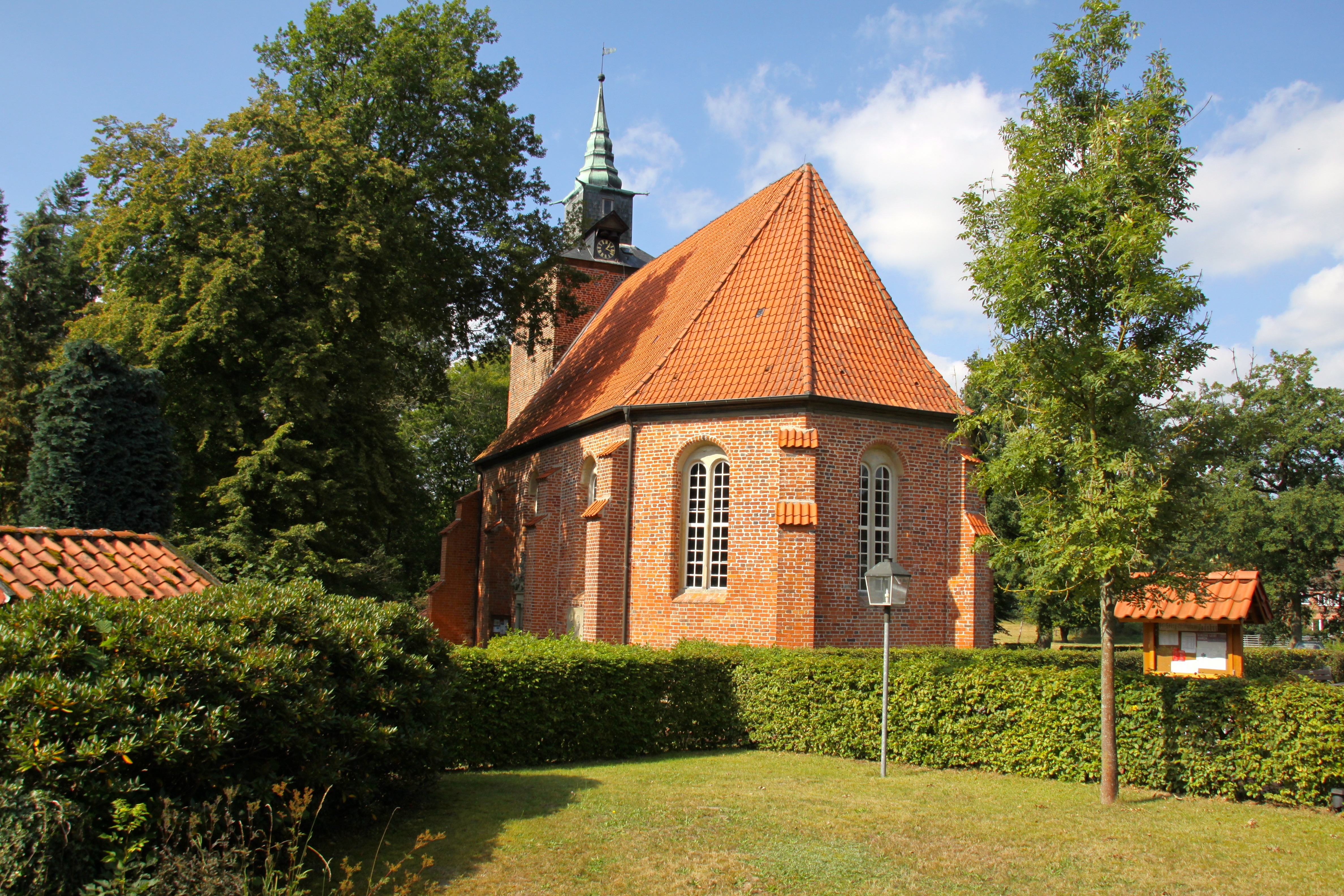
St.-Georg-Christophorus-Jodokus-Kirche, ehemalige Gutskapelle

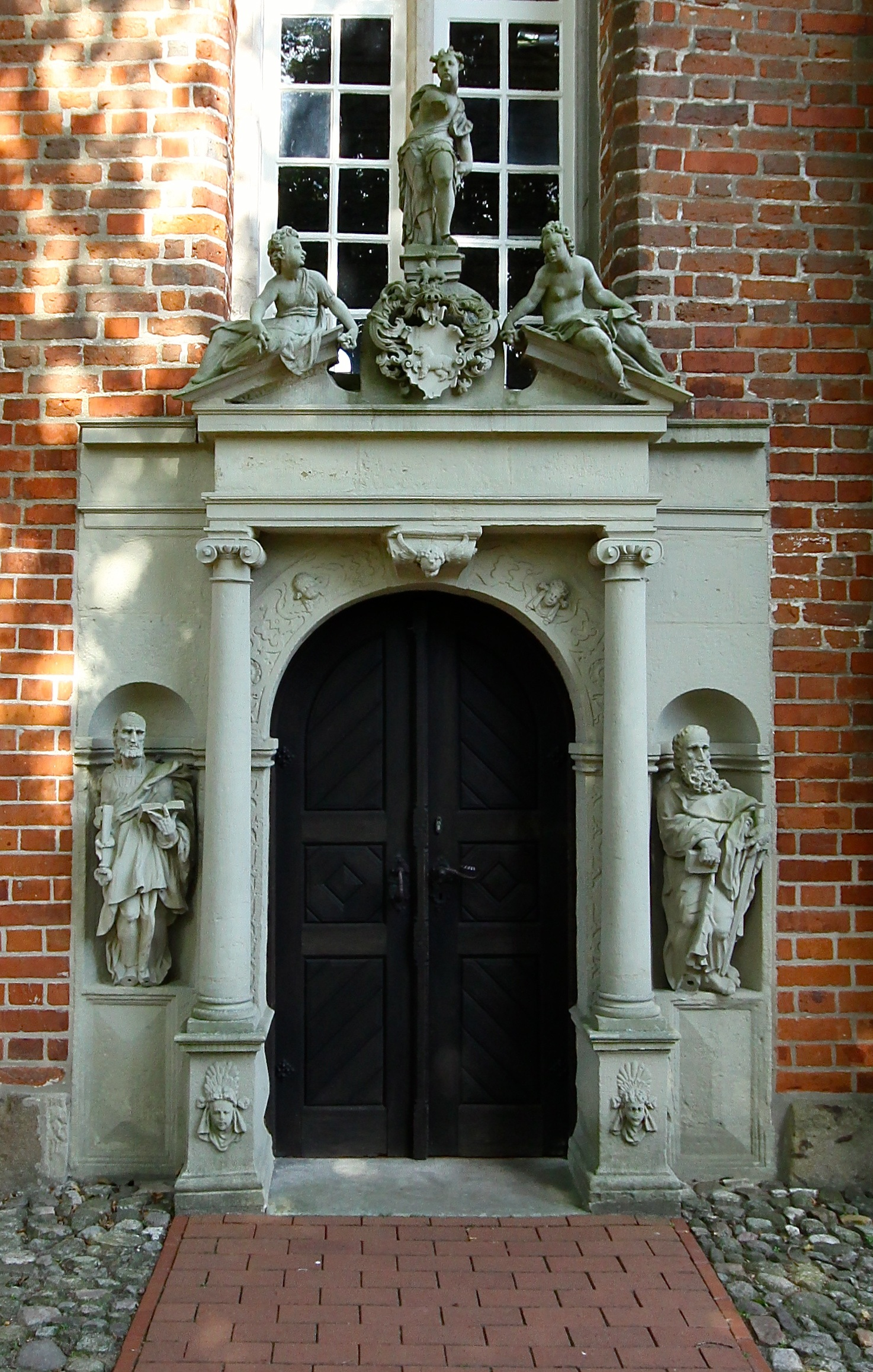
Sandsteintor im Süden mit Statuen der Apostel Petrus (links) und Paulus (rechts)

Die evangelisch-lutherische St.-Georg-Christophorus-Jodokus-Kirche (ehem.: von Behr’sche Gutskapelle) im Walsroder Ortsteil Stellichte (Lüneburger Heide) ist  eine Renaissancekirche mit einer vollständig erhaltenen, reichen und einheitlichen Ausstattung. Sie gilt neben der Celler Schlosskapelle als eine der kostbarsten und besterhaltenen Renaissancekirchen in Norddeutschland.

## Namensgebung
Wie schon der Vorgängerbau ist die Kirche drei Heiligen gewidmet: dem heiligen Georg, dem Drachentöter, dem heiligen Christophorus, einem der Vierzehn Nothelfer und Schutzheiligen der Reisenden, und dem heiligen Jodokus, einem Klostergründer, Einsiedler und Pilger, der im 7. Jahrhundert im heutigen Nordfrankreich lebte.

## Geschichte
Das Gut Stellichte gehört seit 1479 der Familie von Behr. Dietrich von Behr der Jüngere (1575–1632), Geheimer Rat des Lüneburger Herzogs Christian der Ältere und Großvogt von Celle, ließ die Gutskapelle 1608–1610 als Grablege für seine 1607 früh verstorbene Ehefrau Elise Magdalene, geb. von Bothmer auf der vorhandenen Kapelle errichten. Als Vorbild diente ihm die Ende des 15. Jahrhunderts erbaute Celler Schlosskapelle. Carl Wolff schreibt 1902:

„1574 bestimmte Dietrich Behr in seinem Testament, daß die von ihm gebaute Kirche zu Stellichte von seinen Söhnen und Nachkommen „in baulichen wesen“ unterhalten werden solle. Ferner fügt er zu den bereits von seinem Bruder Heinrich zur Ehre Gottes gegebenen 1000 Thalern noch weitere 1000 Thaler, welche zinsbar angelegt werden sollen. Von den mindestens 100 Thaler betragen sollenden Zinsen soll ein gelehrter Mann, der zu Stellichte ein Pastor sein könne, besoldet und unterhalten werden. Derselbe solle in der Woche dreimal in der Kapelle predigen, und was einem Pastor gebühre, thun. 1610 ließ Dietrich Behr die kleine Kapelle abbrechen und statt ihrer eine größere erbauen, wie dies zwei rechts und links von der Orgel hängende Inschrifttafeln darthun.“

Die Kapelle wurde 1702 zur Pfarrkirche erhoben. 1901 wurde die Kirche aufwändig renoviert. Sie gehört seit 1975 zur Evangelisch-lutherischen Landeskirche Hannovers.

## Ausstattung

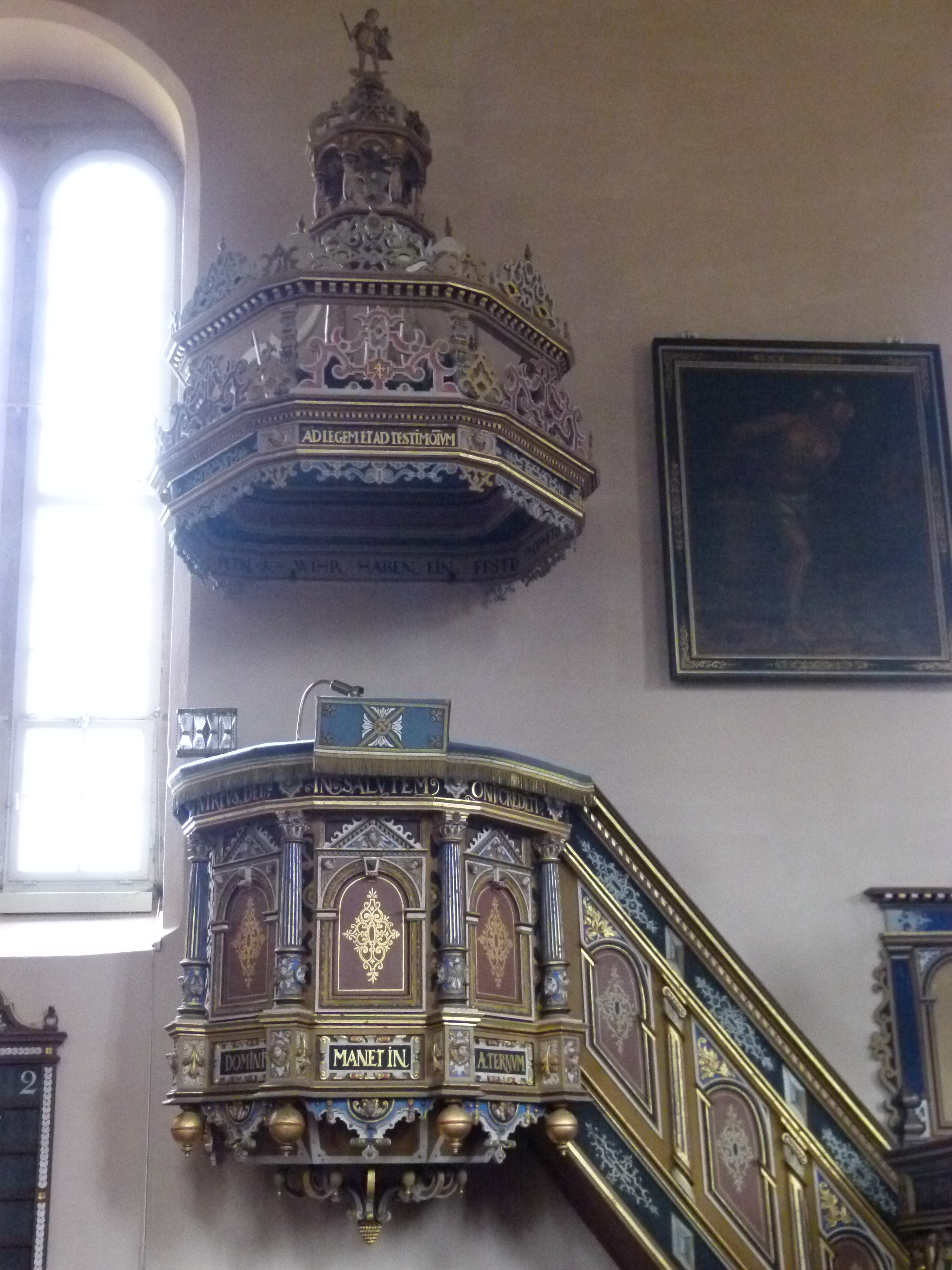
Kanzel. Links über der Kanzelbrüstung ist die Kanzeluhr zu erkennen.

Die Kirche besteht aus einem mit Strebepfeilern gegliederten nachgotischen Backsteinsaal, wobei dem Bau aus dem Jahre 1479 im Osten ein dreiseitiger Chor und im Süden ein reichverziertes Sandsteintor mit freistehenden ionisierenden Säulen und Statuen der Apostel Petrus (links) und Paulus (rechts) in den Nischen hinzugefügt wurde. Auf den Schrägen des Dreiecksgiebels sind weibliche Figuren und Familienwappen. Das Rundbogenportal ist mit Zierquadern eingefasst mit einem geflügelten Engelskopf im Scheitel versehen. Im Westen entstand ein mehrfach geschwungener Kirchturm mit Wasserspeiern. Der Bau weist zweibahnige Rundbogenfenster auf. 
Das Innere verfügt über eine prachtvolle hölzerne Kassettendecke mit geometrischen Mustern und darin eingebetteten geflügelten Engelsköpfen und Rosetten. Der erhöhte Chor ist durch eine von 1610 stammende Holzschranke mit durchbrochenen Brüstungen vom Gemeinderaum abgetrennt. Der mittige Zugang ist von einem großen Kielbogen mit Triumphkreuzgruppe bekrönt. Das gerahmte Altarretabel ist mit Gemälden von 1610 ausgestattet. In der Predella befindet sich eine Abendmahlsdarstellung, in der Mitte eine  Kreuzigung, in den Seitenwangen Darstellungen von Geburt (links) und Taufe Jesu (rechts) sowie einem Jüngsten Gericht im Altaraufsatz. Daneben halten Wappenträger Wappen der Familien Behr und Bodmer. Der Fußboden im Chor besteht aus gelb und grün glasierten Fliesen, Der Boden im Kirchenschiff besteht aus roten Platten mit eingerieften Rosetten. Die Holzkanzel ist reich geschmückt und architektonisch gegliedert, der Schalldeckel ist mit einem filigranen Aufbau ausgestattet. Eine Besonderheit ist die auf der Brüstung der Kanzel angebrachte Kanzeluhr, eine viergläsrige Sanduhr.

## Orgel

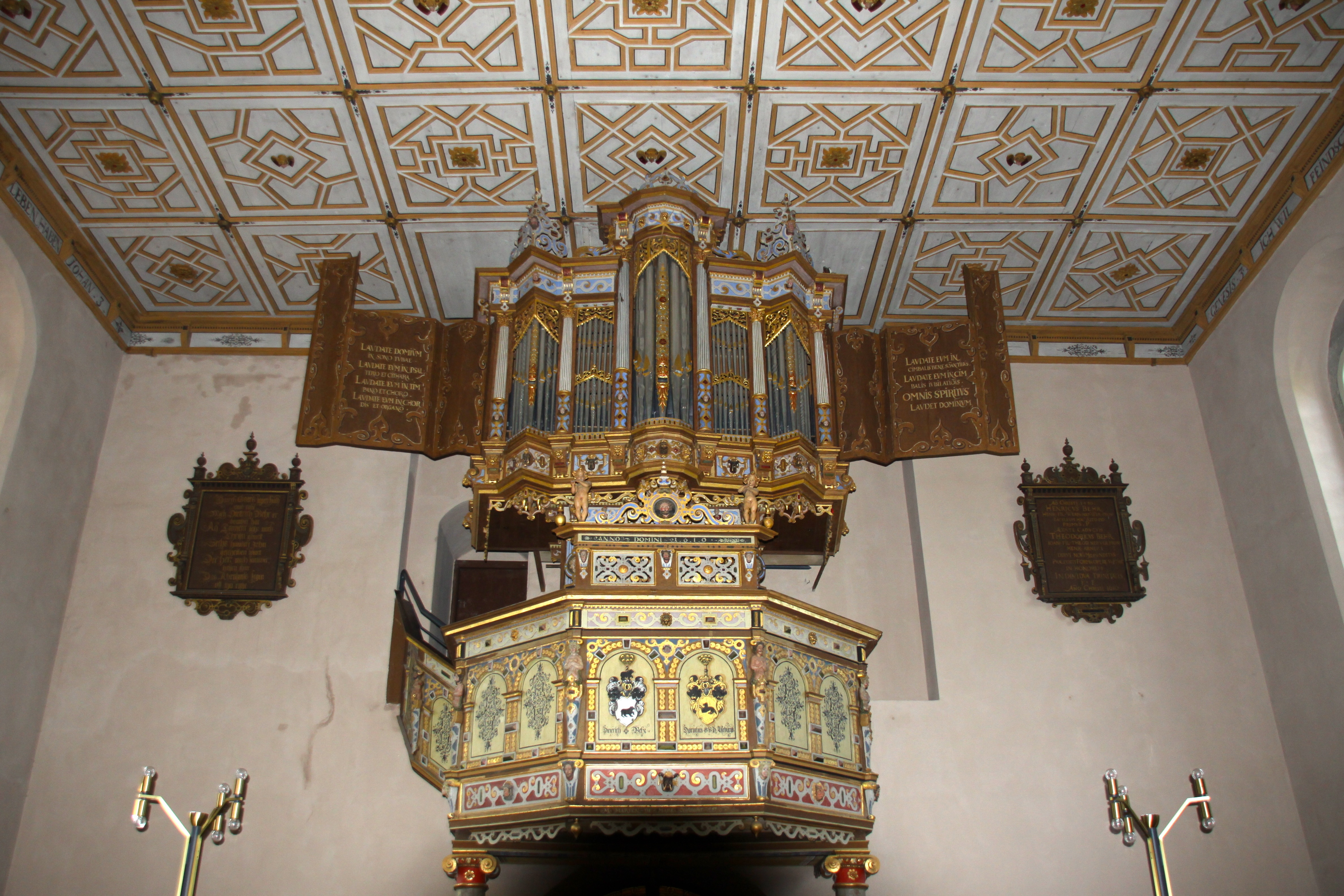
Die Orgel von 1610.

Die ursprünglich von dem Niederländer Andreas de Mare für das Kloster Thedinga in Ostfriesland erbaute Orgel wurde von dessen Sohn Marten de Mare ausgebaut, als das Kloster im Jahr 1609 aufgelöst wurde. Während das Pfeifenwerk möglicherweise für die Orgel der Großen Kirche in Leer verwendet wurde, baute de Mare das prächtige Renaissancegehäuse 1610 in die Stellichter Kleinkirche ein. 1910 wurde im Zuge der Renovierung das Innenwerk der Orgel zwar modernisiert, 1985 aber wieder von Jürgen Ahrend in der Bauweise der Renaissance rekonstruiert. Seitdem verfügt die Orgel über 12 Register auf zwei Manualen und angehängtem Pedal. Das Werk weist folgende Disposition auf:
| I Hauptwerk CDE–c3 |       |
| Quintadena         | 8′    |
| Gedackt            | 8′    |
| Principal          | 4′    |
| Gemshorn           | 4′    |
| Octave             | 2′    |
| Nasat              | 1 ⁄2′ |
| Sesquialtera II    |       |
| Mixtur IV          |       |

| II Brustwerk CDEFGA–c3 |    |
| Regal                  | 8′ |
| Rohrflöte              | 4′ |
| Hohlquinte             | 3′ |
| Spitzflöte             | 2′ |

| Pedal CDE–d1 |
| angehängt    |

- Tremulant
- Zimbelstern